# Mergoscia
Mergoscia (lombardsky Mergössa či Merghéscia) je obec ve švýcarském kantonu Ticino, okresu Locarno. Žije zde 213 obyvatel.

## Geografie
Mergoscia se nachází v údolí Valle Verzasca na západním úbočí údolí nad vodní nádrží Lago di Vogorno. Cesta do obce vede přes vesnici Contra; do ostatních vesnic v údolí Valle Verzasca vede přes obec Gordola.
Sousedními obcemi jsou Avegno Gordevio, Brione sopra Minusio, Gordola, Tenero-Contra a Verzasca.

## Historie

Letecký pohled (1964)

Poprvé je místo zmiňováno v roce 1061 (kopie z roku 1402) jako Mergossia. Význam názvu místa je nejistý. Jeden z pokusů o vysvětlení předpokládá odvození od slova melica („perlová tráva“, neboli strdivka), novější a atraktivnější výklad odvozuje název od předlatinského výrazu malga, který označoval horskou chatu nebo horskou pastvinu.
V roce 1313 se Mergoscia odtrhla od sousedních obcí Minusio a Brione, i když většina pozemků zůstala nerozdělena až do roku 1952. Aby se vyhnula placení desátků vrchnosti, opustila obec Mergoscia na počátku 15. století oblast Locarna a připojila se k údolím Verzasca a Vallemaggia. V roce 1591 se obec oddělila od mateřského kostela v oblasti Locarna, kostela San Vittore v Muraltu. Farní kostel San Gottardo byl postaven v roce 1597 nad předchozí stavbou z roku 1338; zvonice pochází z roku 1697.

## Obyvatelstvo

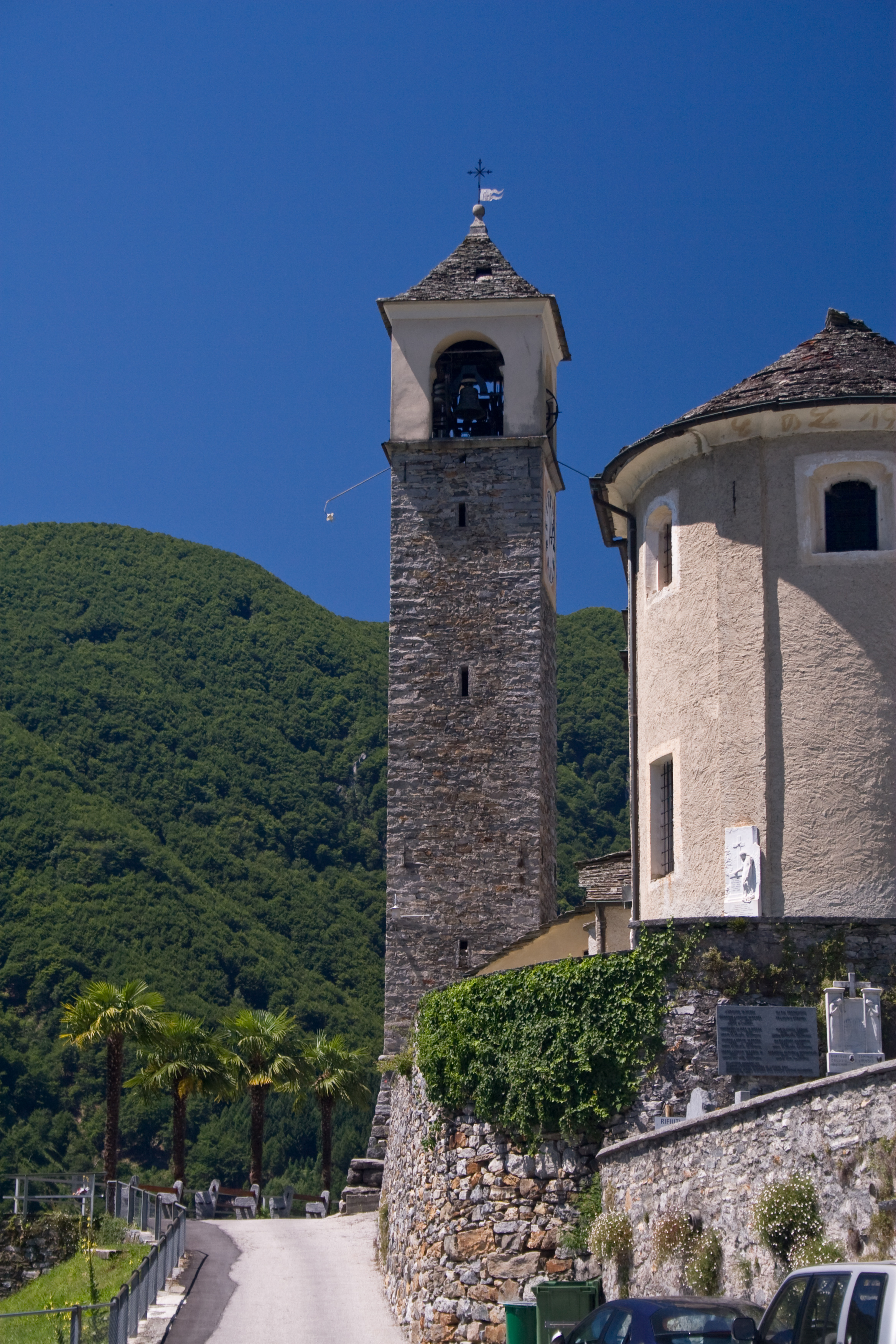

| Rok            | 1596 | 1790 | 1850 | 1900 | 1950 | 1990 | 2000 | 2010 | 2019 | 2020 |
| Počet obyvatel | 316  | 752  | 588  | 351  | 197  | 133  | 181  | 220  | 209  | 201  |

## Hospodářství a doprava
Obyvatelé vesnice, kteří již ve středověku zimovali dobytek na planině Magadino, kde měli právo pastvy s Minusiem a Locarnem a do roku 1920 se dělili o svobodné vlastnictví oblasti zvané Terricciole, byli převážně zemědělci a pastevci. Nedostatek ekonomických zdrojů si od 15. století vynutil vystěhovalectví, které v 19. století vedlo především do zámoří. V roce 1900 byla vybudována silnice a v letech 1997–98 silniční tunel, který značně zjednodušil dostupnost obce. V obci se nachází mnoho druhých domů a je oblíbenou rekreační obcí.
Nejbližší železniční stanicí je Tenero na trati Locarno–Bellinzona/Lugano. Spojení s okolními obcemi zajišťují autobusové linky Ferrovie autolinee regionali ticinesi (FART).